# Acidodontium lanceolatifolium
Acidodontium lanceolatifolium là một loài rêu trong họ Bryaceae. Loài này được Ochi mô tả khoa học đầu tiên năm 1980.